# Щеглов (хутор)
Щеглов — хутор в Дубовском районе Ростовской области. Административный центр Барабанщиковского сельского поселения.
Считается, что данный населенный пункт получил своё название от атамана Щеглова.

## История
Основан на основании распоряжения войскового Правления 20 декабря 1907 года № 180 «О разрешении Баклановскому станичному обществу области войска Донского заселить старый хутор Ериковский, с наименованием его хутором „Щегловым“». C 1968 года — центр Барабанщиковского сельсовета.

## География и климат
Хутор расположен на правом берегу реки Ерик, близ впадения её в Сал, в 7 км к западу от села Дубовского и в 35 км к юго-востоку от Волгодонска. Рядом с хутором проходит шоссе Волгодонск — Дубовское.
Тип климата — влажный континентальный c жарким летом (Dfa — согласно классификации климатов Кёппена). Среднегодовая температура воздуха — 9,3 °C, количество осадков — 411 мм. Самый засушливый месяц — март (норма осадков — 27 мм). Самый влажный месяц — июнь (43 мм).

## Население
| 1926 | 2002 |
| ---- | ---- |
| 231  | 684  |

| 1989 | 2002 | 2010 |
| ---- | ---- | ---- |
| 718  | ↘684 | ↗710 |

## Инфраструктура
- Медпункт (Щегловский ФАП)
- Школа (МБОУ Барабанщиковская СШ № 4)
- Сельский Дом Культуры
- Администрация Барабанщиковского сельского поселения
- Управление СПК Колхоз «Восход»
- Почта
- Магазин «Дагестан»
- Магазин «Сельпо»
- Мини-гостиница «Щеглов»

## Транспорт
Автобусный рейс Дубовское-Волгодонск.

## Памятники
- Памятник В. И. Ленину, установленный в парке.
- Памятник павшим красноармейцам, располагающийся на сельском кладбище.
- Стела «Колхоз „Восход“», находящаяся на отрезке трассы Дубовское-Щеглов.
- Памятник русскому солдату в Великой Отечественной войне, хутор Крюков.